# Coupe d'Union soviétique de football 1938
Navigation
Édition 1937 Édition 1939
La Coupe d'Union soviétique 1938 est la 3e édition de la Coupe d'Union soviétique de football. Elle se déroule entre le 5 mai et le 14 septembre 1938.
La finale se joue le 14 septembre 1938 au stade Dynamo de Moscou et voit la victoire du Spartak Moscou, qui remporte sa première coupe nationale aux dépens de l'Elektrik Léningrad. Le club effectue par la suite le doublé en remportant le championnat la même année.

## Format
Un total de 275 équipes prennent part à la compétition, incluant les 26 participants au championnat soviétique de 1938. Les autres clubs participants sont quant à eux des équipes évoluant au niveau local.
Cette édition voit l'introduction d'une phase préliminaire destinée aux équipes des championnats locaux. À l'issue de cette phase, 38 clubs se qualifient pour la phase finale qui voit alors l'entrée en lice des clubs de la première division.
La phase finale se déroule sur six tours, allant des trente-deuxièmes de finale à la finale. Chaque confrontation prend la forme d'une rencontre unique jouée sur la pelouse d'une des deux équipes. En cas d'égalité à l'issue du temps réglementaire d'un match, une prolongation est jouée. Si celle-ci ne suffit pas à départager les deux équipes, le match est rejoué ultérieurement.

## Phase finale

### Trente-deuxièmes de finale
Les rencontres de ce tour sont jouées entre le 21 juillet et le 11 août 1938.
| Date            | Locaux                             | Score    | Visiteurs                       |
| --------------- | ---------------------------------- | -------- | ------------------------------- |
|                 | Spartak Minsk (A)                  | forfait  | (A) Lokomotiv Kharkov           |
|                 | Temp Bakou (D1)                    | forfait  | (D1) Traktor Stalingrad         |
|                 | ZiS Kramatorsk (A)                 | forfait  | (A) Lokomotiv Zaporojié         |
| 21 juillet 1938 | Zénith Léningrad (D1)              | 5 - 4    | (A) Zénith Podlipki             |
| 21 juillet 1938 | Zavod Elektrik Léningrad (A)       | 0 - 6    | (D1) Selmach Kharkov            |
| 29 juillet 1938 | Cherstianik Moscou (A)             | 1 - 4    | (A) Pichtchevik Odessa          |
| 30 juillet 1938 | Krasnoïé Znamia Noguinsk (A)       | 1 - 1 ap | (D1) Stalinets Léningrad        |
| 31 juillet 1938 | Krasnoïé Znamia Noguinsk (A)       | 3 - 4    | (D1) Stalinets Léningrad        |
| 30 juillet 1938 | Dinamo Sverdlovsk (A)              | 1 - 3    | (A) Dinamo Kazan                |
| 1er août 1938   | Stalinets-2 Moscou (A)             | 3 - 2    | (A) Zdorovié Kharkov            |
| 1er août 1938   | Spartak Moscou (D1)                | 5 - 2    | (A) ZiK Léningrad               |
| 1er août 1938   | Dinamo Batoumi (A)                 | 3 - 2    | (A) Energia Novotcherkassk      |
| 1er août 1938   | Dynamo Kiev (D1)                   | 2 - 0    | (D1) Lokomotiv Moscou           |
| 2 août 1938     | Fabrika Pravda Likino-Douliovo (A) | 0 - 5    | (D1) Elektrik Léningrad         |
| 2 août 1938     | Dynamo-2 Kiev (A)                  | 0 - 5    | (A) Stal Konstantinovka         |
| 2 août 1938     | Dinamo Nikolaïev (A)               | 3 - 0    | (A) Kirovets Léningrad          |
| 3 août 1938     | Torpedo Gorki (ru) (A)             | 7 - 0    | (A) Stroïtel Vostoka Sverdlovsk |
| 3 août 1938     | Stakhanovets Stalino (D1)          | 5 - 0    | (A) Lokomotiv Iaroslavl         |
| 3 août 1938     | Spartak Simferopol (A)             | 1 - 2    | (D1) Lokomotiv Kiev             |
| 3 août 1938     | Lokomotiv-2 Moscou (A)             | 1 - 1 ap | (A) Dinamo Bolchevo             |
| 4 août 1938     | Lokomotiv-2 Moscou (A)             | 2 - 3    | (A) Dinamo Bolchevo             |
| 3 août 1938     | Lokomotiv Saratov (A)              | 2 - 2 ap | (A) Dinamo Stalingrad           |
| 4 août 1938     | Lokomotiv Saratov (A)              | 2 - 3    | (A) Dinamo Stalingrad           |
| 5 août 1938     | Metallourg Moscou (D1)             | 7 - 1    | (A) Lokomotiv-2 Kiev            |
| 5 août 1938     | Dinamo Odessa (D1)                 | 2 - 1    | (A) Spartak-2 Moscou            |
| 5 août 1938     | Dynamo Moscou (D1)                 | 1 - 3    | (D1) Torpedo Moscou             |
| 5 août 1938     | Dinamo Voronej (A)                 | 0 - 4    | (D1) Stalinets Moscou           |
| 5 août 1938     | CDKA Moscou (D1)                   | 0 - 1    | (D1) Spartak Léningrad          |
| 6 août 1938     | Dinamo Tbilissi (D1)               | 4 - 1    | (D1) Lokomotiv Tbilissi         |
| 6 août 1938     | Dinamo Alma-Ata (A)                | 2 - 1 ap | (A) Zénith Taganrog             |
| 7 août 1938     | Spartak Dniepropetrovsk (A)        | 0 - 1    | (D1) Pichtchevik Moscou         |
| 7 août 1938     | Dinamo Léningrad (D1)              | 2 - 1    | (D1) Krylia Sovetov Moscou      |
| 8 août 1938     | Spartak Kharkov (D1)               | 3 - 0    | (D1) Bourevestnik Moscou        |
| 8 août 1938     | Lokomotiv Bakou (A)                | 0 - 1    | (D1) Dinamo Rostov              |
| 10 août 1938    | Stroïtel Vostoka Novossibirsk (A)  | 0 - 0    | (A) Dinamo Irkoutsk             |
| 11 août 1938    | Stroïtel Vostoka Novossibirsk (A)  | 0 - 4    | (A) Dinamo Irkoutsk             |

### Seizièmes de finale
Les rencontres de ce tour sont jouées entre le 6 et le 24 août 1938.
| Date         | Locaux                   | Score    | Visiteurs                 |
| ------------ | ------------------------ | -------- | ------------------------- |
| 6 août 1938  | Stal Konstantinovka (A)  | 1 - 4    | (D1) Spartak Moscou       |
| 6 août 1938  | Pichtchevik Odessa (A)   | 1 - 5    | (D1) Elektrik Léningrad   |
| 6 août 1938  | Dynamo Kiev (D1)         | 0 - 1    | (D1) Stalinets Léningrad  |
| 8 août 1938  | Spartak Minsk (A)        | 1 - 3    | (D1) Zénith Léningrad     |
| 8 août 1938  | Dinamo Nikolaïev (A)     | 1 - 3    | (D1) Lokomotiv Kiev       |
| 9 août 1938  | ZiS Kramatorsk (A)       | 0 - 0    | (A) Metallourg Moscou     |
| 10 août 1938 | ZiS Kramatorsk (A)       | 1 - 6    | (A) Metallourg Moscou     |
| 11 août 1938 | Dinamo Bolchevo (A)      | 2 - 1    | (D1) Spartak Kharkov      |
| 11 août 1938 | Dinamo Tbilissi (D1)     | 4 - 2    | (D1) Dinamo Rostov        |
| 12 août 1938 | Torpedo Gorki (ru) (A)   | 2 - 3    | (D1) Dinamo Léningrad     |
| 12 août 1938 | Stalinets Léningrad (D1) | 1 - 5    | (D1) Stakhanovets Stalino |
| 13 août 1938 | Dinamo Stalingrad (A)    | 0 - 0 ap | (D1) Temp Bakou           |
| 14 août 1938 | Dinamo Stalingrad (A)    | 0 - 1    | (D1) Temp Bakou           |
| 14 août 1938 | Torpedo Moscou (D1)      | 1 - 0    | (A) Stalinets-2 Moscou    |
| 14 août 1938 | Pichtchevik Moscou (D1)  | 1 - 2    | (D1) Dinamo Odessa        |
| 17 août 1938 | Dinamo Kazan (A)         | 10 - 0   | (A) Dinamo Irkoutsk       |
| 21 août 1938 | Dinamo Batoumi (A)       | 3 - 2 ap | (A) Dinamo Alma-Ata       |
| 24 août 1938 | Stalinets Moscou (D1)    | 0 - 2    | (D1) Spartak Kharkov      |

### Huitièmes de finale
Les rencontres de ce tour sont jouées entre le 16 et le 26 août 1938.
| Date         | Locaux                  | Score    | Visiteurs                 |
| ------------ | ----------------------- | -------- | ------------------------- |
| 16 août 1938 | Elektrik Léningrad (D1) | 1 - 0    | (D1) Zénith Léningrad     |
| 16 août 1938 | Metallourg Moscou (D1)  | 1 - 3    | (D1) Stakhanovets Stalino |
| 17 août 1938 | Torpedo Moscou (D1)     | 0 - 3    | (A) Dinamo Bolchevo       |
| 21 août 1938 | Dinamo Tbilissi (D1)    | 4 - 2    | (D1) Stalinets Léningrad  |
| 21 août 1938 | Dinamo Odessa (D1)      | 2 - 2 ap | (D1) Selmach Kharkov      |
| 22 août 1938 | Dinamo Odessa (D1)      | 4 - 1    | (D1) Selmach Kharkov      |
| 26 août 1938 | Spartak Moscou (D1)     | 1 - 0 ap | (D1) Temp Bakou           |
| 26 août 1938 | Lokomotiv Kiev (D1)     | 2 - 1    | (A) Dinamo Batoumi        |
| 26 août 1938 | Dinamo Léningrad (D1)   | 2 - 1    | (A) Dinamo Kazan          |

### Quarts de finale
Les rencontres de ce tour sont jouées entre le 22 août et le 4 septembre 1938.
| Date             | Locaux                    | Score | Visiteurs            |
| ---------------- | ------------------------- | ----- | -------------------- |
| 22 août 1938     | Elektrik Léningrad (D1)   | 4 - 0 | (A) Dinamo Bolchevo  |
| 31 août 1938     | Stakhanovets Stalino (D1) | 1 - 4 | (D1) Dinamo Tbilissi |
| 3 septembre 1938 | Dinamo Odessa (D1)        | 0 - 3 | (D1) Spartak Moscou  |
| 4 septembre 1938 | Dinamo Léningrad (D1)     | 4 - 2 | (D1) Lokomotiv Kiev  |

### Demi-finales
Les rencontres de ce tour sont jouées les 7 et 10 septembre 1938.
| Date              | Locaux                  | Score | Visiteurs            |
| ----------------- | ----------------------- | ----- | -------------------- |
| 7 septembre 1938  | Elektrik Léningrad (D1) | 2 - 1 | (D1) Dinamo Tbilissi |
| 10 septembre 1938 | Dinamo Léningrad (D1)   | 0 - 1 | (D1) Spartak Moscou  |

### Finale
| ·                         |                        |     |
| Titulaires :              |                        |     |
|                           |                        |     |
|                           | Vladislav Jmelkov (ru) |     |
|                           | Viktor Sokolov (ru)    |     |
|                           | Vassili Sokolov        |     |
|                           | Sergueï Artemiev (ru)  | 46e |
|                           | Andreï Starostine (en) |     |
|                           | Grigori Toutchkov (ru) |     |
|                           | Gueorgui Glazkov       |     |
|                           | Vladimir Stepanov (ru) |     |
|                           | Viktor Semionov (ru)   |     |
|                           | Alekseï Sokolov (ru)   |     |
|                           | Nikolaï Gouliaïev      |     |
|                           |                        |     |
| Remplaçants :             |                        |     |
|                           | Stanislav Leuta (ru)   | 46e |
|                           |                        |     |
| Entraîneur :              |                        |     |
| Konstantin Kvachnine (en) |                        |     |

| ·                        |                           |     |
| Titulaires :             |                           |     |
|                          |                           |     |
|                          | Viktor Naboutov (ru)      |     |
|                          | Vassili Toptalov (ru)     |     |
|                          | Vassili Grigoriev         |     |
|                          | Viktor Bodrov (ru)        |     |
|                          | Boris Orechkine (ru)      |     |
|                          | Alekseï Iablotchkine (ru) |     |
|                          | Piotr Karas               |     |
|                          | Pavel Artemiev (ru)       |     |
|                          | Ivan Smirnov (ru)         |     |
|                          | Aleksandr Fiodorov (ru)   | 69e |
|                          | Vassili Loskov (ru)       |     |
|                          |                           |     |
| Remplaçants :            |                           |     |
|                          | Anatoli Goussev           | 69e |
|                          |                           |     |
| Entraîneur :             |                           |     |
| Konstantin Lemechev (en) |                           |     |

| ·                         |                        |     |
| Titulaires :              |                        |     |
|                           |                        |     |
|                           | Vladislav Jmelkov (ru) |     |
|                           | Viktor Sokolov (ru)    |     |
|                           | Vassili Sokolov        |     |
|                           | Sergueï Artemiev (ru)  | 46e |
|                           | Andreï Starostine (en) |     |
|                           | Grigori Toutchkov (ru) |     |
|                           | Gueorgui Glazkov       |     |
|                           | Vladimir Stepanov (ru) |     |
|                           | Viktor Semionov (ru)   |     |
|                           | Alekseï Sokolov (ru)   |     |
|                           | Nikolaï Gouliaïev      |     |
|                           |                        |     |
| Remplaçants :             |                        |     |
|                           | Stanislav Leuta (ru)   | 46e |
|                           |                        |     |
| Entraîneur :              |                        |     |
| Konstantin Kvachnine (en) |                        |     |

| ·                        |                           |     |
| Titulaires :             |                           |     |
|                          |                           |     |
|                          | Viktor Naboutov (ru)      |     |
|                          | Vassili Toptalov (ru)     |     |
|                          | Vassili Grigoriev         |     |
|                          | Viktor Bodrov (ru)        |     |
|                          | Boris Orechkine (ru)      |     |
|                          | Alekseï Iablotchkine (ru) |     |
|                          | Piotr Karas               |     |
|                          | Pavel Artemiev (ru)       |     |
|                          | Ivan Smirnov (ru)         |     |
|                          | Aleksandr Fiodorov (ru)   | 69e |
|                          | Vassili Loskov (ru)       |     |
|                          |                           |     |
| Remplaçants :            |                           |     |
|                          | Anatoli Goussev           | 69e |
|                          |                           |     |
| Entraîneur :             |                           |     |
| Konstantin Lemechev (en) |                           |     |